# كلادينة أليفة الكالسيوم
كلادينة أليفة الكالسيوم (الاسم العلمي:Caladenia calcicola) هي نوع من النباتات تتبع جنس الكلادينة من الفصيلة السحلبية.